# Неслухов

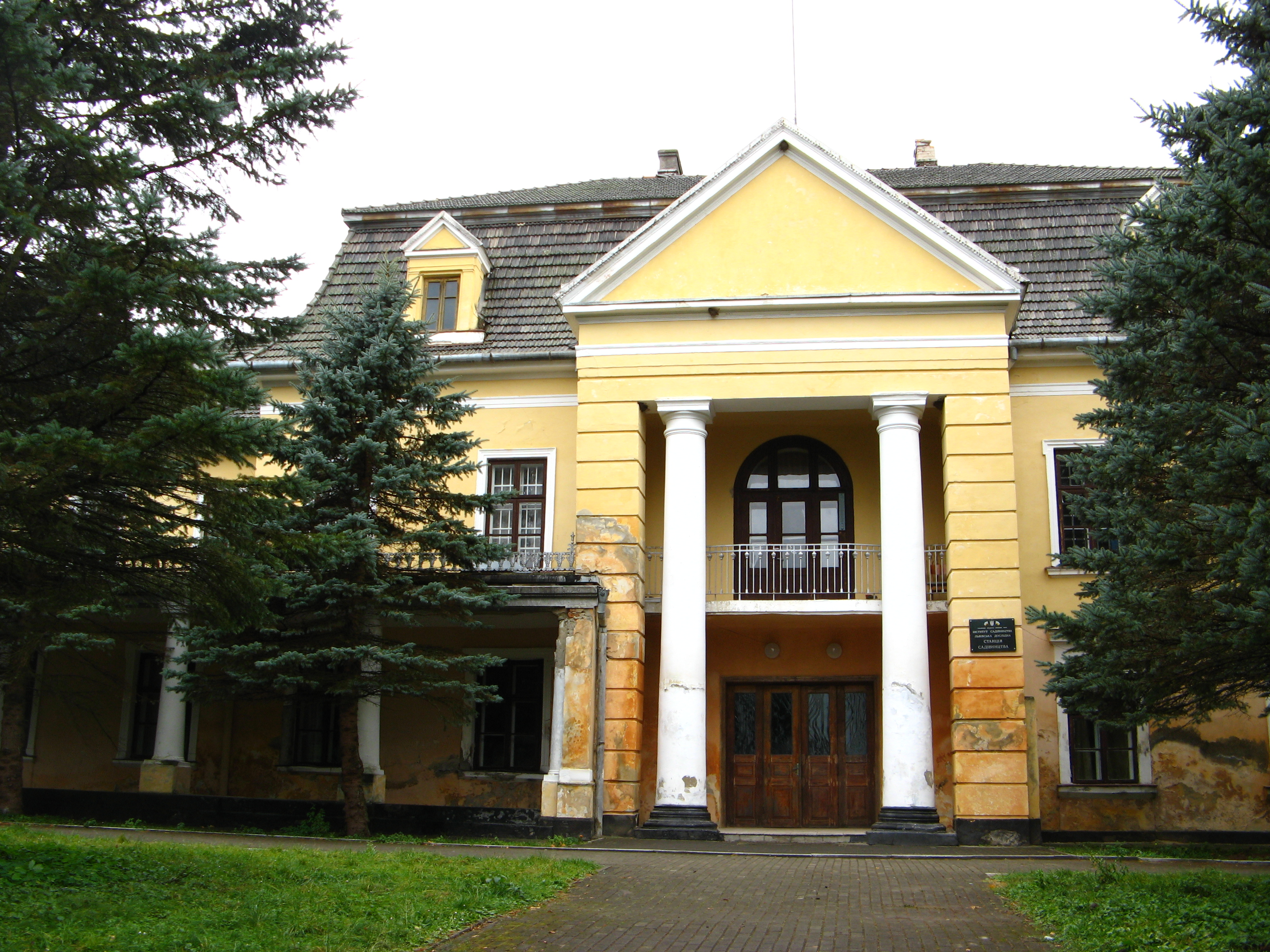
Дворец Дедушицких

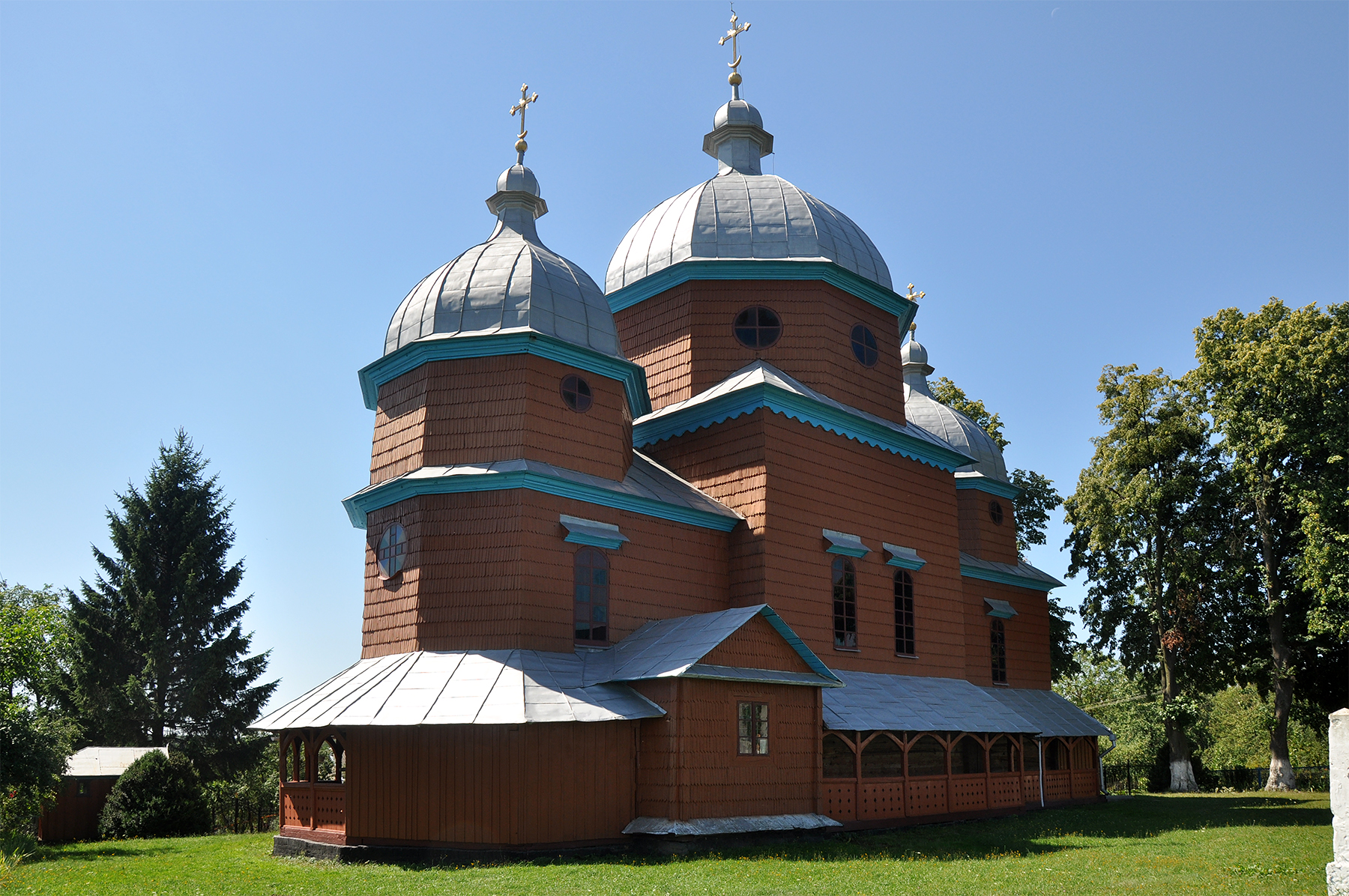
Церковь Святого Михаила

Неслухов (укр. Неслухів) — село в Новоярычевской поселковой общине Львовского района Львовской области Украины.
Население по переписи 2001 года составляло 1081 человек. Занимает площадь 10,17 км². Почтовый индекс — 80455. Телефонный код — 3254.
В 1 км северо-западнее села Неслухов находится поселение черняховской культуры Лесковица.
Достопримечательности
- Дворец Дедушицких (теперь Львовская опытная станция садоводства).
- Деревянная Церковь Святого Михаила (1897 г.), архитектор Василий Нагорный.